# لوبرشوتس
لوبرشوتس (به آلمانی: Löberschütz) یک شهر در آلمان است که در زاله‌هلتسلاند واقع شده‌است. لوبرشوتس ۱۲۸ نفر جمعیت دارد.